# Moorfoot Hills
Moorfoot Hills är kullar i Storbritannien.   De ligger i riksdelen Skottland, i den centrala delen av landet, 500 km norr om huvudstaden London.
Moorfoot Hills sträcker sig 22,5 km i sydostlig-nordvästlig riktning. Den högsta toppen är Windlestraw Law, 657 meter över havet.
Topografiskt ingår följande toppar i Moorfoot Hills:
- Makeness Kipps
- Windlestraw Law